# Alisson Kruusmaa

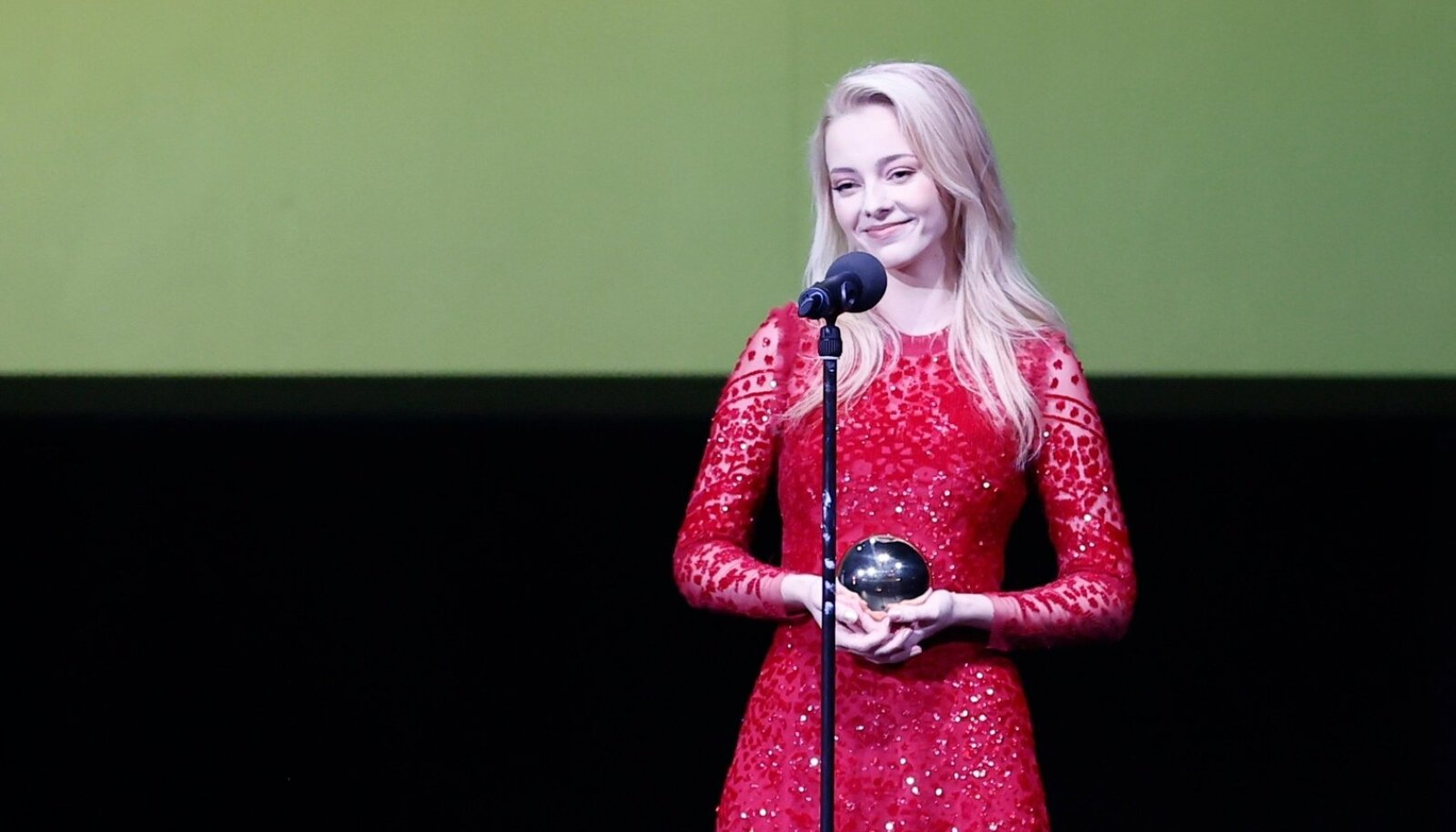
Alisson Kruusmaa (2021)

Alisson Kruusmaa (* 7. März 1992 in Pärnu) ist eine estnische Komponistin.

## Leben und Musik
Alisson Kruusmaa wurde im west-estnischen Pärnu geboren. Sie schloss im Juni 2017 ihr Master-Studium im Fach Komposition an der Estnischen Musik- und Theaterakademie in Tallinn bei Helena Tulve ab. 2013/2014 studierte sie am Conservatorio Giuseppe Verdi in Mailand bei Alessandro Solbiati. 2015 wurde sie in den Estnischen Komponistenverband aufgenommen.
Kruusmaa gilt heute als eine der erfolgreichsten Nachwuchs-Komponistinnen Estlands. Ihre Musik „lässt sich am besten durch ätherische, zerbrechliche und raumgreifende Klanglandschaften mit einer zarten und spärlichen Orchestrierung beschreiben, die den Zuhörern etwas Zeit zum Nachdenken lässt.“
Alisson Kruusmaa hat bereits früh Musik für Orchester, Ensembles und Chöre sowie Solisten geschrieben. 2013 wurde ihr das Erkki-Sven Tüür-Stipendium für junge Komponisten verliehen. 2019 war sie Gastkomponistin beim Mise-En Festival in New York. 2021 erhielt Kruusmaa den Jahrespreis in der Sparte Musik der Staatlichen Estnischen Kulturstiftung (Eesti Kultuurkapital) und 2023 das renommierte Tõnu Kaljuste-Stipendium.

## Werke
2015 wurde ihr Stück für Soloklavier und Sinfonieorchester unter Leitung des spanischen Dirigenten Álvaro Gómez im Konzerthaus Estonia in Tallinn uraufgeführt. Zwei Jahre später erfolgte am selben Ort die Uraufführung von Kruusmaas Stück Circles für Sinfonieorchester, das von den kristallinen Mustern der Saturnringe inspiriert wurde.
Weitere bedeutende Werke sind Mesmerism für Klarinette und Klavier (2015), das Piece for Solo Piano and Symphony Orchestra (2015), Songs of Silver Light für Mezzosopran, Trompete und Klavier (2017) und Silence of Birds für gemischten Chor (2017).